# Rilhac-Treignac
Rilhac-Treignac is een gemeente in het Franse departement Corrèze (regio Nouvelle-Aquitaine) en telt 117 inwoners (2009). De plaats maakt deel uit van het arrondissement Tulle.

## Geografie
De oppervlakte van Rilhac-Treignac bedraagt 9,4 km², de bevolkingsdichtheid is dus 12,4 inwoners per km².
De onderstaande kaart toont de ligging van Rilhac-Treignac met de belangrijkste infrastructuur en aangrenzende gemeenten.

## Demografie
Onderstaande figuur toont het verloop van het inwonertal (bron: INSEE-tellingen).